# Please Come Back Home
Please Come Back Home – singel Glasvegas ze świątecznego mini albumu A Snowflake Fell (And It Felt Like a Kiss).  

## Lista utworów
Promo CD (GOWOW015)
1. "Please Come Back Home" – 3:29
2. "Cruel Moon" – 4:36
3. "Silent Night/Noapte de Vis" – 3:01

## Notowania
| Lista (2008)          | Najwyższa pozycja |
| --------------------- | ----------------- |
| UK Singles Chart      | 76                |
| Swedish Singles Chart | 29                |